# Cacciamali Urby
Il Cacciamali Urby (noto anche come Kapena Urby) è stato un minibus urbano italiano prodotto da Cacciamali tra il 2005 e il 2017.
La produzione è avvenuta nello stabilimento Cacciamali di Mairano, in Italia, e su licenza nello stabilimento Kapena di Słupsk, in Polonia.

## Storia
L'Urby è stato progettato da Cacciamali basandosi sul Thesi, scuolabus a sua volta basato sul telaio dell'Iveco Daily, ed è stato prodotto a partire dal 2005 nello stabilimento di Mairano, in provincia di Brescia.
A partire dal 2010 la produzione è stata spostata nello stabilimento della polacca Kapena a Słupsk, per poi interrompersi definitivamente nel 2017 a causa del fallimento della società.

## Tecnica
L'Urby è equipaggiato con un motore Iveco F1CE3481 EEV, rispettante gli standard Euro 5, posto longitudinalmente nella parte anteriore del veicolo, con una cilindrata di 2 998 cm3. Il cambio può essere manuale a 6 marce di tipo ZF 6AS400, o automatico.

## Caratteristiche
- Lunghezza: 7,450 m
- Larghezza: 2,160 m
- Altezza: 3,150 m
- Alimentazione: gasolio (Euro 5), GNC
- Allestimento: urbano

## Diffusione
Nel 2009, ATAC ha noleggiato sette esemplari alimentati a gas naturale compresso da Giovi s.r.l., poi radiati nel 2017.
Alcuni esemplari, sempre nel 2009, sono stati acquistati da ZET (Zagabria).
Nel 2008, due esemplari sono stati inseriti nella flotta di Brescia Trasporti. Nel 2017 sono stati prestati ad APAM.